# Червена гора (Чернобил)
 Тази статия е за Червената гора.  За планината в Гърция вижте Червена гора.  
Червената гора (на украински: Рудий ліс; на руски: Рыжий лес) е зона с площ от 10 км², заобикаляща Чернобилската атомна електроцентрала в Чернобилската забранена зона в Полесия.
Името Червена гора идва от червеникаво-кафявия цвят на боровите дървета, които умират след поглъщането на високите нива на радиация след Чернобилската авария на 26 април 1986. В операциите по почистване след бедствието Червената гора е булдозерирана и погребана в „отпадъчни гробища“. Червената гора остава един от най-замърсените райони в света днес.

## История
Червената гора се намира в Чернобилската забранена зона, получила най-високите дози радиация от аварията и в резултат облаци от дим и прах с голяма степен на радиоактивно замърсяване. Дърветата умират от тази радиация. Взривът и пожарът на реактор № 4 в АЕЦа замърсяват почвата, водата и атмосферата с радиоактивен материал, еквивалентен на 20 пъти повече от този от атомните бомби над Хирошима и Нагасаки.